# Estádio Johan Cruyff
Estadi Johan Cruyff (em português: Estádio Johan Cruyff) é um estádio de futebol localizado em Sant Joan Despí, província de Barcelona, na Catalunha, Espanha. Pertence ao FC Barcelona e é localizado ao lado do centro de treinamento do clube, Ciutat Esportiva Joan Gamper. Foi nomeado em homenagem ao futebolista holandês Johan Cruyff, ídolo do Barcelona, e é a casa do Barcelona B, Juvenil A e do time feminino. Começou a ser construído em 14 de setembro de 2017 e foi inaugurado em 27 de agosto de 2019.
O estádio faz parte do Espai Barça, um projeto visa melhorar as instalações do clube e foi construído para substituir o Mini Estadi. É um estádio de categoria 3 da UEFA e tem capacidade para 6.000 torcedores.